# Male Braslovče
Male Braslovče – wieś w Słowenii, w gminie Braslovče. 1 stycznia 2017 liczyła 262 mieszkańców.